# Edith Wyschogrod
Edith Wyschogrod (8 de junio de 1930-Nueva York,16 de julio de 2009) fue una filósofa estadounidense. Recibió su AB de Hunter College en 1957 y su Ph.D. de la Universidad de Columbia en 1970.

## Biografía
En 1992 Wyschogrod se incorporó al Departamento de Estudios Religiosos de Rice como profesora J. Newton Rayzor de Filosofía y Pensamiento Religioso. En 2002  se jubiló y ostentó el título de profesora emérita desde 2003.
Wyschogrod fue miembro de la Academia Estadounidense de Artes y Ciencias desde 1999, miembro del Guggenheim entre 1995 y 1996) y miembro del Centro Nacional de Humanidades desde 1981. Además trabajo en 1993 por un período como presidenta de la Academia Estadounidense de Religión.
Las especializaciones académicas de Wyschogrod incluían la filosofía de la religión, la ética y el pensamiento continental europeo.Es autora de cinco libros influyentes sobre ética.  Su trabajo se centró en temas éticos y filosóficos como la justicia y la alteridad, la filosofía moderna a la luz de la muerte masiva tecnológicamente asistida y memoria y olvido.
Murió el 16 de julio de 2009 en la ciudad de Nueva York a la edad de 79 años.

## Obra destacada[5]
Libros escritos 
- Crossover Queries: Dwelling with Negatives, Embodying Philosophy's Others (Nueva York: Fordham University Press, primavera de 2006), 561 páginas. En español Consultas cruzadas: habitar con los negativos, encarnar los otros de la filosofía
- Emmanuel Levinas: The Problem of Ethical Metaphysics (La Haya: Martinus Nijhoff, 1974), 222 páginas.; segunda edición con nueva introducción (Nueva York: Fordham University Press, 2000), 260 páginas. En español Emmanuel Levinas; el problema de la metafísica ética.
- An Ethics of Remembering: History, Heterology and the Nameless Others (Chicago: University of Chicago Press, 1998), 304 páginas. Una ética del recordar: historia, heterología y los otros sin nombre.
- Santos y posmodernismo: revisión de la filosofía moral (Chicago: University of Chicago Press, 1990), 300 páginas.
- Spirit in Ashes: Hegel, Heidegger and Man Made Mass Death (New Haven: Yale University Press, 1985, pb. 1989), 247 páginas. En español  Espíritu en cenizas: Hegel, Heidegger y la muerte masiva hecha por el     hombre

Libros editados 
- The Ethical: Blackwell Readings in Continental Philosophy, coeditado con Gerald McKenny (Londres: Blackwell, 2002), 228 páginas.
- The Enigma of Gift and Sacrifice, introducción y coedición con Jean-Joseph Goux y Eric Boynton (Nueva York: Fordham University Press, 2001), 186 páginas.
- Lacan and Theological Discourse, coeditado con David Crownfield y Carl Raschke (Albany, NY: SUNY Press, 1989), 179 páginas.
- The Phenomenon of Death: Faces of Mortality, editado con introducción y bibliografía (Nueva York: Harper and Row, 1973), 200 páginas.

## Premios y reconocimientos[1]
- Miembro de la Academia Estadounidense de Artes y Ciencias, 1999-2009
- Becaria Guggenheim, 1995-1996
- Presidenta, Academia Estadounidense de Religión, 1993[3]
- Woodrow Wilson Fellow, Woodrow Wilson International Center for Scholars, septiembre de 1987, enero de 1988
- Premios de viajes de investigación de la facultad de CUNY: veranos de 1982, 1983 (Francia, Alemania, Italia); verano de 1987 (Francia, Alemania, Dinamarca, Noruega); verano de 1990 (Francia, Polonia, Hungría, Alemania del Este)
- Miembro, Centro Nacional de Humanidades, Research Triangle Park, Carolina del Norte, enero-junio de 1981